# История Альберты

Альберта на карте Канады

История Альберты, канадской провинции, тянется со времён последнего ледникового периода. Именно в те времена началось заселение территории провинции человеком. Среди тех первопоселенцев были предки современных индейских и эскимосских племён, таких как стони, черноногие или кри. В настоящее время по данным Министерства по делам индейцев и развитию северных территорий в Альберте помимо преобладающих англоканадцев проживает порядка 46 племён и этнических групп, включая метисов, индейцев и франкоканадцев.
Первые европейские переселенцы стали появляться в этих краях в XVII веке. Последствием первых контактов коренных жителей и европейцев была эпидемия оспы. Одними из первых торговлю с американцами наладили французы из Новой Франции. Однако после потери последними земель в Северной Америки, новые хозяева Канады — англичане, стали устанавливать отношения с коренными жителями.
Разные части Альберты развивались по-разному. Например в столице, городе Эдмонтон, начиная с XVIII века преобладал пушной промысел. С другой стороны, Альберта всегда оставалась аграрной провинцией. Крупнейший город — Калгари, был центром провинциального фермерства, основывающимся на животноводстве и земледелии. Быт коренных народов, основанный в большей степени на охоте, с их переселением в резервации, начал склоняться к земледелию.

## Доисторический период
Доисторический период в истории Альберты охватывает 18 000 лет развития разнообразных первобытных культур, начиная с заселения Америки людьми и заканчивая возникновением первых индейских цивилизаций в начале уже нашей эры.

### Кловис и Фолсом (17 000 — 8 000 лет до н.э)
Первичная колонизация Америки через Берингов пролив прошла в два этапа: в период между 17 000 и 14 000 годами до н. э. и в период между 12 000 и 10 000 годами до н. э. Именно в те годы ото льда освободился своеобразный коридор от Аляски до Скалистых гор. Данное обстоятельство сделало возможным миграции через Североамериканский континент. С другой стороны, неплодородная, промерзающая зимой, скудная на зелень полоса земель была непригодной как для земледелия, так и для скотоводства. Охота и собирательство тоже были затруднены в холодных краях севера. Данные обстоятельства сыграли ведущую роль в выборе мест жительства первыми американцами. Люди потянулись на юг: к теплу и влаге. Примерно 15—13 тысяч лет до н. э. с концом ледникового периода холод и вечная мерзлота отступили на север, благодаря тающему леднику наладилось естественное орошение земель. Перед людьми открылось больше возможностей. Возникла аборигенская культура Кловис. Существование других групп переселенцев спорно. Традиционно доисторические культуры Северной Америки объединяют в группу палеоиндейцев.
|                                              |                               |                            |
| Охота на глиптодона. Художник Генрих Хардер. | Восточный склон Скалистых гор | Заселение Северной Америки |

Примерно 10 000 лет до н. э. закончился плейстоцен, оставивший после себя на территории современной Альберты огромный ледник, толщина которого составляла в разных местах до 1 километра. В течение двух тысяч лет свободными стали земли всей Альберты. В связи с этим на север потянулись стада мамонтов, зубров и коней. Останки многих животных сохранились на берегу реки Святой Марии (9200 лет до н. э.). Присутствие людей в южной Альберте представлено культурой Фолсом. Найденные орудия труда и прочие свидетельства существования культуры указывают на охоту как на преимущественный способ первобытной жизнедеятельности. Скорее всего первобытные люди охотились на бизонов, о чём свидетельствуют многочисленные находки костей этих млекопитающих в одном месте со стоянками палеоиндейцев в пещере Джеймса в 150 километрах от Эдмонтона. Однако найденные в озере Минневанка, около городов Банф и Драйтон-Валли, а также в бассейне реки Пис орудия труда доказывают присутствие на территории современной Альберты обеих палеоиндейских культур: как Фолсом, так и Кловис. Представители последней, правда, расселялись чуть южней (в США) и на западе от Банфа. Это подтверждают многочисленные стоянки, принадлежавшие к культуре Кловис. Охота, скорее всего, велась на толсторогов, чьи скелеты часто находят неподалёку от человеческих остановок.
|                  |                           |                              |                              |
| Озеро Минневанка | Толсторог Ovis canadensis | Наконечник (культура Фолсом) | Наконечник (культура Кловис) |

По всей видимости, производство орудий труда из более твёрдых пород — кварцита и алевролита — привели к тотальному исчезновению мамонтов и лошадей с территории континента. Кони вернулись в местную фауну лишь с приходом европейцев. С другой стороны, в вымирании мамонтов и коней может быть виновно и продолжающееся потепление: расширявшаяся на север тайга вытеснила зверей из привычных мест обитания. «Уходящая» на север добыча вынудила людей потянуться в более холодные регионы. Таким образом, уже 8000 лет до н. э. вся территория современной Альберты была заселена или заселялась представителями культуры Кловис и Фолсом.
Были ли это охотники на мелких животных или на всякую досягаемую добычу, до конца не ясно. Поначалу, учитывая уровень технического и умственного развития палеоиндейцев, вероятно, охотились на мелких животных. Со временем, отточив мастерство и набравшись опыта, человек начал истреблять таких представителей мегафауны, как мамонты и мастодонты. Когда ряды крупных животных ощутимо поредели, люди перешли на относительно небольших бизонов и северных оленей. Следуя за стадами этих зверей, охотники со своими семьями проходили до 1400 километров в год.

### Альтитермаль в Альберте (8000 — 6000 лет до н. э.)

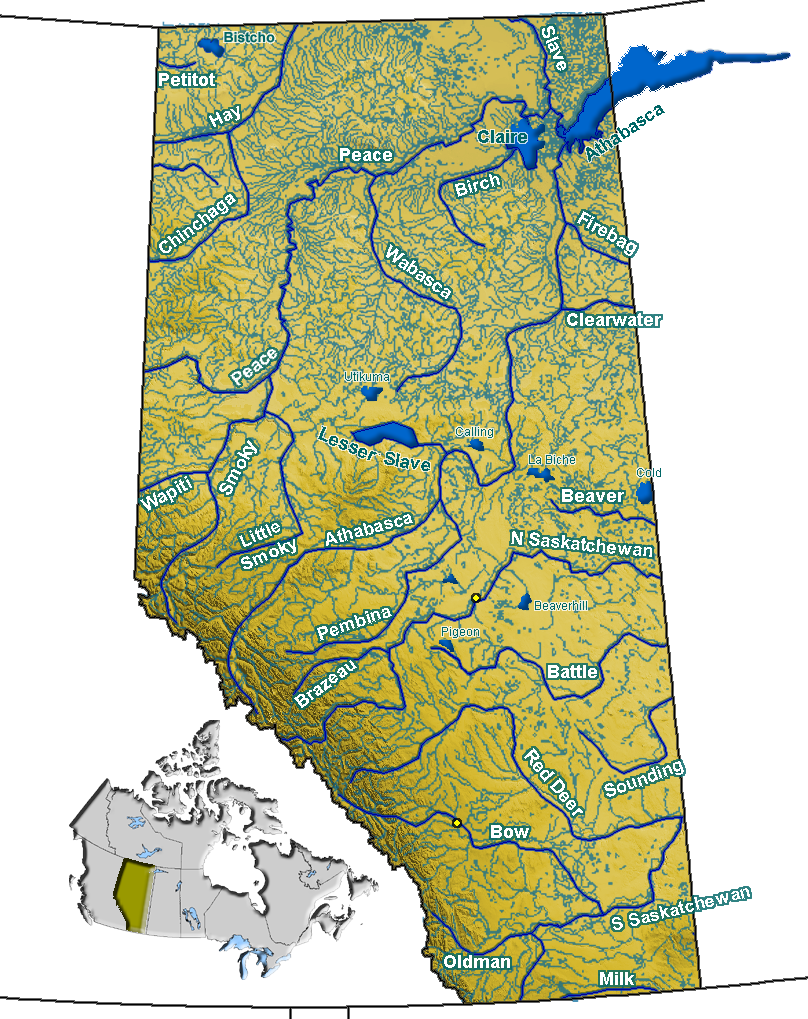
Гидрография Альберты

Потепление, 10 000 лет до н. э. «растопившее» ледник на севере Канады, в период 8000 — 6000 лет до н. э. сделало юг Альберты сухой, жаркой пустыней. На территории провинции выгорели леса, образовались солёные озёра. В некоторых районах земля была покрыта песчаными дюнами, глубина этого покрова составляла до нескольких метров. Этот период называют Атлантическим периодом Голоцена, также известного, как Альтитермаль (лат. Altithermal) или Гипситермаль (лат. Hypsithermal).
Засуха и голод привели многочисленные стада мамонтов, мастодонтов и прочую крупную дичь на север и восток современной Альберты и Саскачевана, «загнали» этих животных во влажные долины рек, оставшиеся леса. Одним из таких оазисов посреди сухого континента был район, ныне называемый Сайпресс Хиллз (англ. Cypress Hills). За потенциальной добычей следовали группы людей с их семьями, постепенно осваивая благоприятные для охоты места. Со временем население засушливых районов Альберты почти полностью расселилось по берегам многочисленных рек.
Между 8500 и 7500 гг. до н. э. окончательно сформировалось основное население таких районов Альберты, Саскачевана и Вайоминга, как Эгэт Бэйсин (англ. Agate Basin) и Хелл Гэп (англ. Hell Gap). Палеоиндейцы оставили после себя немало наконечников обоих типов. Условия, в которые попали люди были не иначе как экстремальные: летом было жарко, зимой — очень холодно. Из всего населения трудности в виде новых погодных аномалий преодолели только кочевники. Выжившие сформировали новый культурный комплекс — Коди (англ. Cody), позже расколовшийся на следующие подгруппы: Альберта (англ. Alberta), Скоттсблуфф (англ. Scottsbluff) и Эден (англ. Eden).

## Европейская колонизация
Первые белые люди появились на территории Альберты появились в XVIII веке. Они были связаны с торговлей мехом и действовали в коллаборации с компанией Гудзонова залива. Как фактория в 1795 году был основан Эдмонтон — будущий административный центр провинции. В борьбе за евангелизацию местных индейцев соревновались друг с другом протестантские и католические миссионеры. Среди последних заметно преуспел Альбер Лакомб, который перевел Библию на язык кри. 

## В составе Канады
В 1870 году территория провинции в составе Северо-Западной территории вошла в состав Канады. Наплыв белых поселенцев приводил к стычкам с индейцами, кульминацией которых стала Резня в Сайпресс-Хилл в 1874 году. Это событие привело к необходимости поддержания порядка с помощью вновь созданной королевской конной полиции. Как полицейский пункт для в 1875 году был основан город Калгари.
В 1882 году в составе канадской Северо-западной территории был создан округ Альберта, названный так в честь дочери королевы Виктории герцогини Луизы. В 1885 году округ оказался охваченным Северо-западным восстанием, поскольку местные жители были доведены до отчаяния сокращением популяции промысловых бизонов.
Строительство канадской железной дороги сделало край более привлекательным для заселения и сюда начали приезжать поселенцы не только с территории восточной Канады, Великобритании или США, но, также из континентальной Европы, включая норвежцев, немцев и украинцев.
В 1905 году Альберта стала отдельной канадской провинцией с населением в 78 тыс. человек. Благодаря английскому языку уже дети иммигрантов ощущали себя канадцами (Canadians), тогда как Франкоальбертцы превратились в меньшинство. В 1908 году был основан Альбертский университет.

### Доисторическая Альберта и Америка
- Jack L. Hoffman. Folsom Complex (англ.) // Guy Gibbon Archaeology of Prehistoric Native America. — New York: Garland Publishing, 1998. — P. 280. — ISBN 0-8153-0725-X.
- Kenneth B. Tankersley. Clovis Cultural Complex (англ.) // Guy Gibbon Archaeology of Prehistoric Native America. — New York: Garland Publishing, 1998. — P. 161. — ISBN 0-8153-0725-X.
- George H. Odell. Biface (англ.) // Guy Gibbon Archaeology of Prehistoric Native America. — New York: Garland Publishing, 1998. — P. 67. — ISBN 0-8153-0725-X.
- George H. Odell. Core (англ.) // Guy Gibbon Archaeology of Prehistoric Native America. — New York: Garland Publishing, 1998. — P. 176. — ISBN 0-8153-0725-X.
- Justice, Noel D. Field guide to projectile points of the Midwest  (англ.). — Bloomington, Indiana: Indiana University Press, 2001.
- С. А. Васильев. Древнейшие культуры Северной Америки.  (рус.). — Институт Истории Материальной Культуры РАН. Труды. — СПб.: Институт Истории Материальной Культуры РАН, 2004. — Т. 12. — 140 с.
- Clark D. W., Clark A. M. Batza Tena: Trail to obsidian.  (англ.). — Hull (Quebec): Canadian Museum of Civilization, 1993.
- Kunz M., Bever M., Adkins C. The Mesa Site' Paleoindians above the Arctic Circle.  (англ.). — Anchorage: U.S. Department of the Interior, 2003.
- G. C. Frison and D. J. Stanford. The Agate Basin Site  (англ.). — New York: Academic Press, 1982.
- Irwin, H., C. Irwin-Williams, and G. Agogino. The Hell Gap Site: Archaeological Sketch. (англ.) // The Wyoming Archaeologist. — 1965. — Iss. 8. — P. 35-39.
- Pettipas, L. The Agate Basin – Angostura Continuum. (англ.) // Saskatchewan Archaeology Newsletter. — 1977. — Iss. 52. — P. 11-18.
- Robert M. Overetreet. OVERSTREET IDENTIFICATION AND PRICE GUIDE TO INDIAN ARROWHEADS  (англ.). — New York: Gemstone Publishing Inc, Randomhouse Information Group. — 496 p.
- Robert M. Overstreet, Duncan Caldwell, David Abbott. Official Overstreet Indian Arrowheads Identification and Price Guide  (англ.). — Random House Information Group, 2009. — 1231 p.
- Patrick Orion Mullen. THE EFFECTS OF CLIMATE CHANGE ON PALEOINDIAN DEMOGRAPHY (англ.). — Laramie, Wyoming, 2008. — P. 96. Архивировано 25 июня 2010 года.